# Krzysztof Rogulski
Krzysztof Rogulski (ur. 6 lutego 1945 w Otwocku) – polski reżyser i scenarzysta filmów fabularnych i dokumentalnych.

## Wykształcenie
Absolwent Wydziału Historii Sztuki na Uniwersytecie Warszawskim i Wydziału Reżyserii w Szkole Filmowej w Łodzi.

## Praca zawodowa
Pracę zawodową rozpoczął w 1972 filmem dokumentalnym Z greckiego notatnika. Jest reżyserem i autorem scenariusza m.in. filmów Papa Stamm, Lis (Nagroda Dziennikarzy na Festiwalu Polskich Filmów Fabularnych 1975) i Wielka majówka (wyróżnienie na Festiwalu Debiutów Filmowych „Młodzi i Film” 1981).
Przez 27 lat, do 2009 mieszkał we Francji, gdzie reżyserował sztuki teatralne i filmy oraz zajmował się edukacją filmową.
W 2014 Krzysztof Rogulski był ekspertem Polskiego Instytutu Sztuki Filmowej.